# Listor över Sveriges äldsta personer
Den verifierat äldsta svensken någonsin (och även nordiska personen om man bortser från dansken Christian Mortensen som emigrerade till USA) är Elin Astrid Sofia Zachrison som dog bara en halvtimme in på sin 113:e födelsedag den 15 maj 2008 och upplevde 26 statsministrar och fyra kungar (den äldsta svenske mannen någonsin var född 7 mars 1908 i Stenkyrka socken i Bohuslän och dog 24 juli 2019 i Strömstad Carl Mattsson, som var 111 år och 139 dagar gammal).
Sedan Agnes Boströms död den 16 november 2024 var Annie Sjöström (född 19 december 1914) Sveriges äldsta invånare . Den 1 maj 2025 rapporterade Ölandsbladet att Annie hade gått bort. Positionen som Sveriges äldsta invånare övertogs därefter sannolikt av Birgit Johansson (född 9 december 1915) . 
Ett råd om försiktighet. I släktforskningsdatabaser och även på andra platser kan finns uppgifter om mycket gamla personer, som inte är omnämnda här. Se till exempel de äldsta personerna i birthday.se, som speglar svensk folkbokföring.  Man måste då fråga sig hur tillförlitliga sådana uppgifter är. Två frågor som måste besvaras positivt är (1) om dokumentationen av födelsetiden är samtida med födelsen och avser samma person som senare uppgifter, och (2) om eventuella barn är födda inom normal kvinnlig fruktsamhetsålder. Se vidare "Myter och fakta" nedan.

## Svenska män som blivit 108 år
| Rank | Namn                       | Född             | Död              | Ålder                | Kommentar |  |
| ---- | -------------------------- | ---------------- | ---------------- | -------------------- | --- |  |
| 1    | Carl Mattsson              | 9 mars 1908      | 24 juli 2019     | 111 år och 137 dagar | Född Carl Artur Mattsson i Stenkyrka församling på Tjörn. Var bosatt i Strömstad. Var Sveriges äldsta levande man sedan den 4 dagar äldre Thore Erikssons död 27 mars 2016 till 24 juli 2019 och även äldsta levande person sedan den drygt ett år äldre Alice Östlunds död 28 mars 2018. |  |
| 2    | Anders Engberg             | 1 juli 1892      | 6 november 2003  | 111 år och 128 dagar | Född Anders Sigfrid Engberg i Morup, Halland. Ärvde båtsmanstorpet Bryntebo efter sin far men arbetade även som dagsverksarbetare på andras jordbruk och halmtaksläggare innan han skaffade ett eget större jordbruk. Bodde på serviceboende från 104 års ålder. Överlevde två av sina fyra söner. Var vid sin död Sveriges äldsta levande person sedan Johanne Svenssons död 29 maj 2003 samt tredje äldsta person någonsin och första manliga 110-åring någonsin. |  |
| 3    | Conrad Johnson             | 19 januari 1904  | 23 december 2014 | 110 år och 338 dagar | Född Karl Konrad Jansson på Hulegården i Kymbo. Utvandrade 1923 till Illinois, USA, där han avled 110 år gammal. Var vid sin död den äldsta levande amerikanske mannen från Alexander Imich död 8 juni 2014. Hans ålder är dock ännu ej verifierad av Gerontology Research Group. |  |
| 4    | Ossian Gerdin              | 24 december 1893 | 3 september 2003 | 109 år och 253 dagar | Uppväxt i ett jordbrukarhem i Häggdånger där han var också var bosatt, under senare delen av sitt liv bosatt i Härnösand. |  |
| 5    | Nikolaus Henriksson        | 11 november 1883 | 5 juli 1993      | 109 år och 236 dagar | Var vid sin död den äldsta levande mannen i Norden och den äldsta svenske mannen någonsin. Bosatt i jämtländska Skyttmon där han var jord- och skogsbrukare. |  |
| 6    | Nils Sundberg              | 23 mars 1892     | 6 augusti 2001   | 109 år och 136 dagar | Han föddes på Alnön utanför Sundsvall. Han tog studenten 1910 och fil. lic-examen i matematik 1919 i Stockholm. Åren 1947–1958 verkade han som rektor för läroverket i Mariestad, där han sedan bodde fram till sin bortgång. |  |
| 7    | Pawel Frydman              | 20 juni 1914     | 2 september 2023 | 109 år och 74 dagar  | Född i Zamosc, Polen. Invandrade till Sverige 1946, och var sedan bosatt på Östermalm i Stockholm. Arbetade som jurist. |  |
| 8    | Eric Andersson             | 27 oktober 1905  | 8 december 2014  | 109 år och 42 dagar  | Kallad "Hansingen" efter sitt föräldrahem. Uppväxt och bosatt i Hunnestad, Halland, sista åren i Varberg. Arbetade som elektriker. |  |
| 9    | Alfred Pettersson          | 28 januari 1894  | 5 mars 2003      | 109 år och 36 dagar  | Uppväxt och bosatt i Frånö i hela sitt liv. |  |
| 10   | Nils Elowsson              | 23 oktober 1890  | 25 oktober 1999  | 109 år och 2 dagar   | Han var journalist och chefredaktör inom arbetarpressen och satt 1940–1964 i riksdagens första kammare som representant för socialdemokraterna. |  |
| 11   | Sixten Rudengren           | 12 december 1914 | 22 november 2023 | 108 år och 345 dagar | |  |
| 12   | Wilhelm "Willi" Ehrenreich | 19 maj 1893      | 16 april 2002    | 108 år och 332 dagar | Kom som flykting till Sverige från Österrike 1938. Spelade tennis med Gustav V. Körde fortfarande bil vid 104 års ålder |  |
| 13   | Bror Larsson               | 25 juli 1914     | 11 juni 2023     | 108 år och 321 dagar | Född i Draget, Gottskär. Hette Tolver i som andra förnamn då han var tolfte barnet i syskonskaran. |  |
| 14   | Oskar Pettersson           | 9 september 1885 | 3 april 1994     | 108 år och 206 dagar | |  |
| 15   | Sven Hedberg               | 13 december 1903 | 13 juni 2012     | 108 år och 183 dagar | Född i Ängelholm. Gick som ung till sjöss, men arbetade senare under huvuddelen av sitt yrkesverksamma liv som rörmokare. Var vid sin död bosatt i Halmstad. |  |
| 16   | Egard Andersson            | 9 januari 1887   | 11 april 1995    | 108 år och 92 dagar  | [ 25 ] |  |
| 17   | Bengt Helldal              | 14 februari 1900 | 25 mars 2008     | 108 år och 40 dagar  | |  |
| 18   | Nils Fritiof               | 2 november 1902  | 8 december 2010  | 108 år och 36 dagar  | [ 26 ] |  |
| 19   | Thore Eriksson             | 5 mars 1908      | 27 mars 2016     | 108 år och 22 dagar  | Född Tore Evert Reinhold Eriksson i Värings församling. Var vid sin död bosatt i Hjo och Sveriges äldsta levande man. |  |

## Tidigare åldersrekord i Sverige
Norskfödda Wilhelmine Sande (1874–1986) är den första person man säkert vet fick uppleva sin 110-årsdag i Sverige. Hennes åldersrekord övertogs av Hulda Johansson 1993. År 2001 blev Elsa Moberg den hittills äldsta svensken innan den nuvarande rekordhållaren Astrid Zachrison passerade henne hösten 2007.
1800-talet
Vad gäller 1800-talet är uppgifterna osäkrare om vem som innehade åldersrekordet. Enligt SCB fanns t.ex. en kvinna född 1770 som blev 105 år och en kvinna född 1775 som blev 104 år. Nedan följer några exempel på personer som levde länge som dog under 1800-talet.
| Ålder                | Namn                                         | Född              | Död              | Övrigt                                                                                    |
| -------------------- | -------------------------------------------- | ----------------- | ---------------- | ----------------------------------------------------------------------------------------- |
| 104 år och 22 dagar  | Maja Cajsa (Maria Catharina) Dahl f. Östlund | 7 januari 1787    | 29 januari 1891  | Född i Uppsala domkyrkoförsamling. Död i Älvkarleby församling.                           |
| 104 år och 44 dagar  | Brita Axelsson f. Ersdotter                  | 24 oktober 1793   | 7 december 1897  | Född och död i Västermo församling.                                                       |
| 104 år och 142 dagar | Gertrud Löfgren f. Persdotter                | 20 december 1794  | 11 maj 1899      | Född och död i Fårö församling.                                                           |
| 104 år och 312 dagar | Kristina Charlotta Torling                   | 20 februari 1777  | 29 december 1881 | Född och död i Linköpings domkyrkoförsamling.                                             |
| 105 år och 168 dagar | Christina Catharina Neikter f. Julin         | 4 januari 1754    | 21 juni 1859     | Född i Köpings stadsförsamling. Död i Stora Kopparbergs församling. En dotter blev 95 år. |
| 106 år och 147 dagar | Sara Greta Magnusdotter                      | 24 september 1782 | 18 februari 1889 | Född i Fryksände församling. Död i Lekvattnets församling.                                |
| 108 år och 74 dagar  | Maria (Maja) Olofsdotter                     | 10 Januari 1725   | 15 April 1833    | Född i Ödeshögs församling. Död i Säby församling (F).                                    |

1900-talet och senare
När det gäller äldre åldersrekord så kan dessa följas tack vare att Statistiska Centralbyrån (SCB) i sin årliga befolkningsstatistik från 1900-talets början och fram till år 1970 inkluderade en lista med personuppgifter för de invånare som under året avlidit i en ålder av 100 år eller äldre. Uppgifterna kontrollerades med aktuella församlingar.
| Ålder                | Namn                                  | Född              | Död              | Kommentar |
| -------------------- | ------------------------------------- | ----------------- | ---------------- | --- |
| 104 år och 253 dagar | Ingrid Klar                           | 5 mars 1798       | 13 november 1902 | Från Hestra, Gislaveds kommun, Jönköpings län. Såvitt känt var hon den sista överlevande personen född på 1700-talet i Sverige. Endast 7 svenskar levde, så vitt känt, under hela 1800-talet, dvs. var födda före sekelskiftet 1800 och dog efter sekelskiftet 1900. Det ska jämföras med att minst 895 svenskar (personer som dog i Sverige) levde under hela 1900-talet. |
| 106 år och 48 dagar  | Lovisa Charlotta Kökeritz             | 30 juni 1800      | 17 augusti 1906  | Änkefru, Västerås. |
| 106 år och 56 dagar  | Anna Olsdotter                        | 19 mars 1806      | 14 maj 1912      | Änka, Klövedal. |
| 106 år och 187 dagar | Johanna Berns                         | 10 september 1808 | 16 mars 1915     | f.d. hushållerska, Stockholm. |
| 105 år och 315 dagar | Sofia Johanna Deijenberg f. Bergman   | 28 november 1831  | 9 oktober 1937   | Kantorsänka. Kallas i nekrolog i SvD 10 oktober 1937 för Stockholms, och i notis om jordfästningen den 14 oktober för Sveriges äldsta invånare, alltså vid tidpunkten, uppenbarligen. Födelsedatumet bekräftat i födelsebok. |
| 106 år och 301 dagar | Karolina Elisabet Svensson f. Almgren | 26 maj 1825       | 22 mars 1932     | Hemmansägareänka. |
| 107 år och 180 dagar | Johanna Charlotta Johansson           | 6 maj 1840        | 2 november 1947  | Torparänka, Veckholm, Uppsala län. |
| 107 år och 329 dagar | Johanna Andersson                     | 17 september 1844 | 11 augusti 1952  | f.d. hushållerska, Strövelstorp, Kristianstad län. |
| 109 år och 89 dagar  | Lovisa Vilhelmina Svensson            | 20 november 1853  | 17 februari 1963 | Änka, Marbäck, Jönköpings län. |
| 109 år och 94 dagar  | Anna Matilda Johansson                | 21 november 1865  | 23 februari 1975 | Finstrykerska, Varberg. Fick en byst och en minnesplakett efter sin död som Sveriges då äldsta person. |
| 109 år och 353 dagar | Julia Karlsson                        | 11 april 1872     | 30 mars 1982     | Änka, Spannarp, Hallands län. Uppgiften styrks även av att det framgår i SCB:s statistisk årsbok för 1982 att en kvinna född 1872 avled detta år innan hon fyllt 110 |
| 111 år och 89 dagar  | Wilhelmine Sande                      | 24 oktober 1874   | 21 januari 1986  | Född Vilhelmine Marie Holst i Hof, Norge. Gifte sig 1897 med Johan Sande (död 1943) som hon 1898 flyttade till Oslo med och senare till Stockholm 1915. Bodde från 1919 på Stensättra gård i Huddinge. Ägde Fullersta gård från 1931. Begravd på Tomtberga kyrkogård i Huddinge. Var den första svenske 110-åringen.                                                       |
| 112 år och 105 dagar | Hulda Johansson                       | 24 februari 1882  | 9 juni 1994      | |
| 112 år och 143 dagar | Elsa Moberg                           | 30 juni 1889      | 20 november 2001 | Född Elsa Maria Moberg i Lysekil. Gifte sig 1936 men fick inga barn. Var skohandlare i Lysekil till 82 års ålder. Bodde i Borgerskapets änkehus under sina 20 sista levnadsår. |
| 113 år och 0 dagar   | Astrid Zachrison                      | 15 maj 1895       | 15 maj 2008      | Född Elin Astrid Sofia Zachrison i Fliseryd. Avled bara en halvtimme in på sin 113-årsdag som hon firade på äldreboendet Österliden i Holsbybrunn, Vetlanda kommun, där hon bodde från 106 års ålder. Var den sista svensken med personliga minnen från 1800-talet. Är den näst äldsta personen någonsin från Norden.                                                      |

Åldersrekord för svenska män under 1900-talet och senare
| Ålder                | Namn                     | Född             | Död               | Övrigt                                                                               |
| -------------------- | ------------------------ | ---------------- | ----------------- | ------------------------------------------------------------------------------------ |
| 102 år och 285 dagar | Sjul Svensson            | 13 december 1799 | 24 september 1902 | Från Överhogdal.                                                                     |
| 104 år och 239 dagar | Anders Israelsson        | 18 juli 1802     | 14 mars 1907      | Födorådstagare från Ramsele.                                                         |
| 105 år och 44 dagar  | Daniel Persson           | 6 maj 1803       | 19 juni 1908      | f.d. hemmansägare från By socken, Säffle.                                            |
| 105 år och 178 dagar | Sven Eriksson            | 19 juli 1819     | 13 januari 1925   | f.d. torpare från Kisa.                                                              |
| 105 år och 309 dagar | Jan Jonsson              | 22 februari 1822 | 28 december 1927  | f.d. jordbrukare från Gunnarskog.                                                    |
| 106 år och 31 dagar  | Johan Svanström          | 10 februari 1829 | 13 mars 1935      | f.d. hemmansägare från Karlskoga.                                                    |
| 106 år och 175 dagar | Per Granlöf              | 20 oktober 1835  | 13 april 1942     | f.d. handlande från Stugun.                                                          |
| 106 år och 180 dagar | Johan Albert Lindvall    | 7 juli 1884      | 3 januari 1991    | Från Fjärestad, skräddare i Stockholm                                                |
| 106 år och 183 dagar | Anders Johan Jonasson    | 24 mars 1848     | 23 september 1954 | f.d. korgmakare från Mulseryd.                                                       |
| 106 år och 312 dagar | Henning Justus Johansson | 3 februari 1867  | 12 december 1973  | Från Norrahammar.                                                                    |
| 107 år och 102 dagar | Johan Alfred Lagerström  | 23 mars 1871     | 3 juli 1978       | Han var lärare och sedermera rektor. Vid sin död var han den äldste mannen i Norden. |
| 107 år och 273 dagar | Karl Reinhold Ljungberg  | 20 december 1871 | 19 september 1979 | Från Västervik.                                                                      |
| 109 år och 236 dagar | Nikolaus Henriksson      | 11 november 1883 | 5 juli 1993       | Från Borgvattnet.                                                                    |
| 111 år och 128 dagar | Anders Engberg           | 1 juli 1892      | 6 november 2003   | Från Stafsinge socken, Falkenbergs kommun.                                           |
| 111 år och 139 dagar | Carl Mattsson            | 7 Mar 1908       | 24 Juli 2019      | Från Stenkyrka församling, Tjörn                                                     |

Sista 1700-talisten
Den sista svenska kvinna som var född under 1700-talet var troligen Ingrid Klar (5 mars 1798–13 november 1902, 104 år och 253 dagar). Den siste svenske man som var född under 1700-talet var troligen Sjul Svensson (13 december 1799–24 september 1902, 102 år och 285 dagar).
Sista 1800-talisten
Den sista svensken född under 1800-talet var troligen Åselebon Rut Eugenia Mikaelsson (16 oktober 1899–24 augusti 2009, 109 år och 312 dagar) som blev Sveriges äldsta person vid Astrid Zachrisons död 15 maj 2008. Den sista mannen född under 1800-talet var troligen Josef Robert Fahlqvist (9 oktober 1899–20 augusti 2006, 106 år och 315 dagar).

## Myter och fakta
Det finns många historier från 1700-talet och tidigare (då folkbokföringen inte var så säker) om väldigt gamla personer, här är några av dem:
- Hans Bäckström[67] (1675–14 april 1785; 110 år)
- Per Andersson Boman[67] (1679–12 mars 1795; 115 år)

Uppgifterna är med all säkerhet felaktiga. I tidningen Släkthistoriskt forum 1983, nr 1-4 samlades in uppgifter om personer som enligt församlingarnas dödböcker uppgavs ha blivit 100 år eller äldre. Mer än 500 personer redovisas i sammanställningen varav huvuddelen dog under 1600-talet och 1700-talet. Gemensamt för dem alla är att tidpunkten för personernas födelse inte kunnat fastställas i samtida källor. Åldersuppgifterna i dödböckerna är alltså med största sannolikhet felaktiga. Riktig befolkningsstatistik började föras år 1749  då det så kallade Tabellverket inrättades. Det fanns dock många felkällor i redovisningen. Först i och med att den nyinrättade Statistiska Centralbyrån år 1860 övergick till att begära in avskrifter direkt från kyrkoböckerna, fick man verklig kvalitet och tillförlitlighet i statistiken. När det gäller redovisning av personer som dött i en ålder av 100 år eller mer räknar man dock med att kvaliteten i statistiken är relativt god från början av 1800-talet. Till exempel avled mellan åren 1811 och 1820 totalt 38 personer som var 100 år eller äldre och decenniet därefter 56 (ibid s. 18). Medellivslängden var förstås mycket lägre vid denna tid och dödsriskerna i alla åldersgrupper högre. En mycket mindre del av befolkningen uppnådde vad vi idag brukar mena med en hög ålder.
Ur den kohort som föddes år 1800 var det enligt folkbokföringen endast 13 personer som blev 100 år eller äldre. Tio av dessa avled vid 100 eller 101 års ålder, den äldste mannen blev 102 år och en kvinna blev 106 år gammal (Lovisa Charlotta Kökeritz, se ovan). Ungefär 67 000 personer föddes levande detta år. För den generation som föddes ett halvt sekel senare var det fortfarande mycket ovanligt att fylla 100 år: 33 män och 14 kvinnor av de 110 000 födda detta år (av vilka ett antal utvandrat och förstås kan ha uppnått hög ålder i exempelvis USA). Därefter har dock antalet 100-åringar ökat och av de personer som föddes år 1900 upplevde hela 559 av kvinnorna och 121 av männen sin 100-årsdag.
Flera av de allra äldsta svenskarna, enligt Sveriges officiella folkbokföring, har immigrerat till Sverige. Deras födelseuppgifter kan vara svåra eller omöjliga att styrka. Ibland framgår detta av att födelsedatumet 1 januari eller 1 juli använts när deras personnummer konstruerats. I flera fall kan man anta att födelseuppgifterna är felaktiga, till exempel för kvinnor som fött barn i hög ålder. Det kan i vissa fall handla om att personen i samband med immigrationen till Sverige uppgivit en för hög ålder för att kunna erhålla pension eller andra förmåner, i andra fall kan det handla om att man vid immigrationen inte haft tillgång till egna id-handlingar utan lånat någon nära (äldre) släktings identitet. Slutligen är säkert åldern helt korrekt för några av dessa personer trots att uppgifterna inte med säkerhet kan styrkas.

## Kända svenskar som blivit mycket gamla
De flesta människor som blivit mycket gamla har levat relativt händelsefattiga liv. Den viktigaste orsaken till att de omnämnts i media har varit den höga åldern. Detta gäller till exempel samtliga som blivit 110 år eller äldre. Det gäller också något yngre personer som först blivit kända för sin vitalitet och för sina ovanliga aktiviteter vid hög ålder. 
För andra personer föreligger uppgifter av allmänt intresse, som inte kan relateras till den höga åldern. Frågan som inte alltid kan besvaras, är om det var den höga åldern eller dessa andra fakta som har gjort personen känd. Följande lista med svenskar, som uppnått en ålder av 104 år, överlåter i flera fall till läsaren att avgöra detta.
- Nils Sundberg (1892–2001) blev 109 år. Han var lärare i matematik och fysik samt under 10 år rektor för gymnasiet i Mariestad. Hans position i sin samtid markeras med, att han blev riddare av  Vasaorden 1949.
- Nils Elowsson (1890–1999) blev 109 år. Han var tidningsman och socialdemokratisk ledamot av riksdagens första kammare under 24 år (1940–1963).
- Bengt Helldal (1900–2008) blev 108 år.  Han var stadsläkare och provinsialläkare i Falkenberg. De uppgifter som finns om honom handlar dock mest om hans höga ålder. Hans samhällsposition som aktiv läkare markeras med att han blev riddare av Nordstjärneorden 1968.
- Gösta Vestlund (1913–2020) blev 107 år. Han var under sitt yrkesliv verksam inom utbildning, närmare bestämt folkhögskolor.
- Immanuel Björkhagen (1888–1994) blev 106 år. Han var lektor i modersmålet och engelska  och skrev läroböcker i engelska, som gick ut i mycket stora upplagor. Riddare av Nordstjärneorden 1953.
- Anne-Marie Hagelin (1902–2007) blev 105 år. Hon studerade språk i England och Frankrike, men var i övrigt verksam  i hemmet. På äldre dagar uppmärksammades hon som dotter till August Strindberg och Harriet Bosse, första gången som 70-åring 1972.
- Curt Weibull (1886–1991) blev 105 år. Han var 1927–1953 professor i historia vid Göteborgs högskola, föregångaren till Göteborgs universitet och 1936–1946 högskolans rektor.
- Knut Söderwall (1874–1980) blev 105 år. Han var tf. justitiekansler 1916, statssekreterare 1922. Därefter regeringsråd 1923–1943. Från 1937 var han Regeringsrättens ordförande.[72] Kommendör med stora korset av Nordstjärneorden 1932 (kommendör av 1:a klassen 1925; kommendör 1920; riddare 1913).
- Egon Sundberg (1911–2015) blev 104 år. Han var allsvensk fotbollsspelare i Sandvikens IF, men är främst ihågkommen för sin ålder. Han var anställd som försäljare vid Sandvikens järnverk.
- Gabriella Garland (1912–2016) blev 104 år. Hon var en känd radiojournalist med 30 års anställning vid Sveriges Radio och blev bemärkt som ledare av ungdomsprogrammet "Fönstret" på 1940-talet.

Bland de ovanstående är Nils Elowsson och Curt Weibull kända för att ha varit aktiva som skribenter och föredragshållare efter att de blivit 100 år gamla.